# 太平山森林鉄路
太平山森林鉄路（たいへいざんしんりんてつろ、繁体字中国語: 太平山森林鐵路、略称：太平山林鉄）は台湾宜蘭県の羅東森林鉄路終着駅である土場駅と太平山地区を結んでいた森林鉄道。軽便鉄道と索道を組み合わせ太平山林場の森林資源を外部へ輸送するために建設された。
林務局羅東林区管理処が運営し、管理処内はさらに「太平山分場、あるいは太平山工作站」と「大元山分場、あるいは大元山工作站」に二分され、それぞれの路線を持っていた。

## 特色
この鉄道の阿里山森林鉄路（1912年全通）との最大の違いは索道輸送に依存していることである。1924年の林場開発以来、「堀田式索道」とよばれる索道輸送技術が成熟し、通常の登山鉄道は非効率ということで必要性が薄れてきた。よって本線では索道と軽便鉄道規格を交互に織り交ぜ、平地の土場駅と太平山林場を結ぶことになった。このような方式は台湾で初となり、のちの林場の用途拡大に資することになった。この索道は車輪のついた台車ごとロープウェーのように空中を移動し、中継点ではそのままレールに乗せられ列車として運行される。
ただし索道は旅客輸送手段としては不向きで、伐採事業が終了しても全線を観光鉄道用途に転換させることは困難であり、茂興線のみ一部区間で蹦蹦車（ポンポン車）と呼ばれるトロッコ列車での運行が再開することとなった。

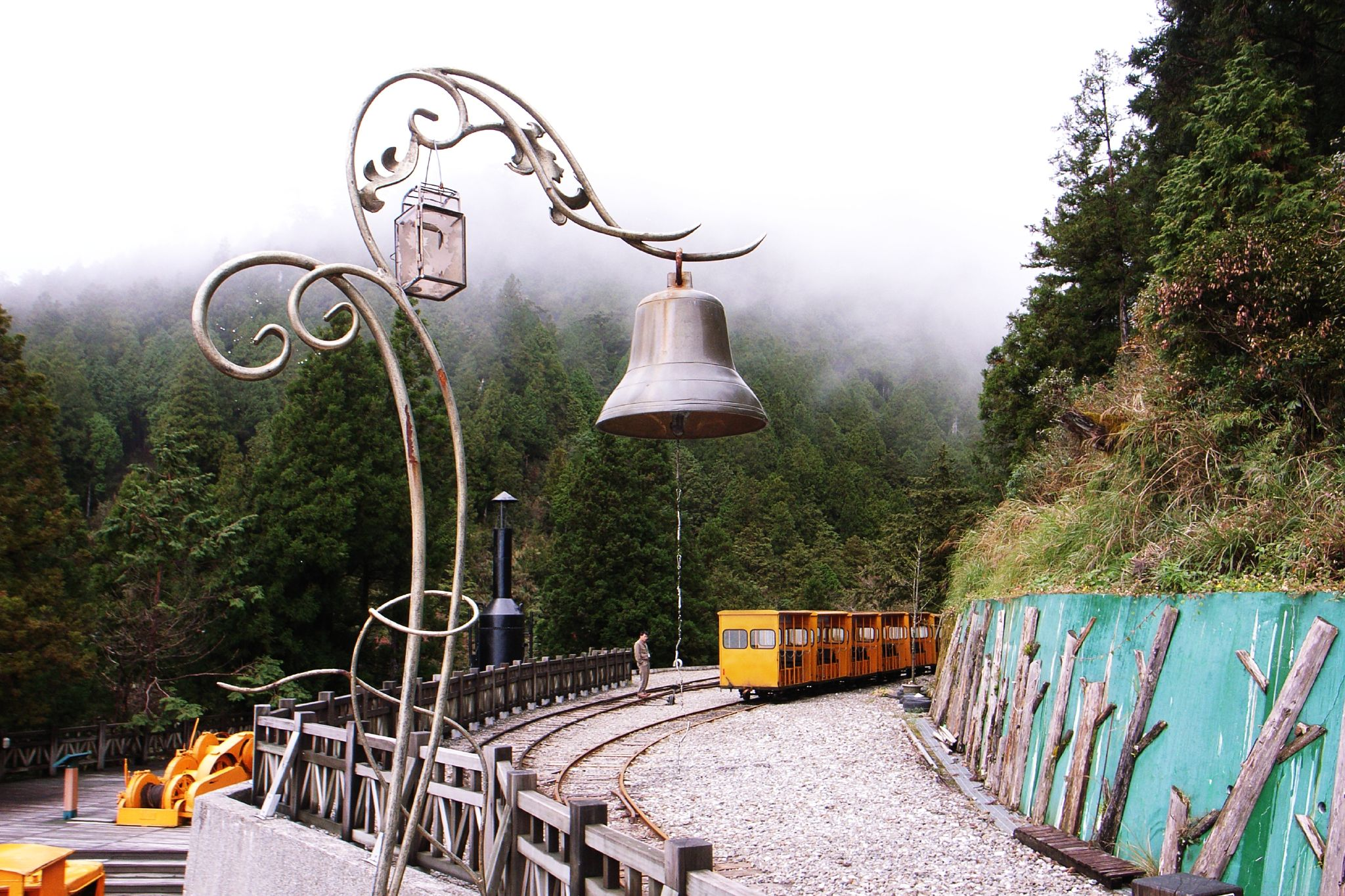
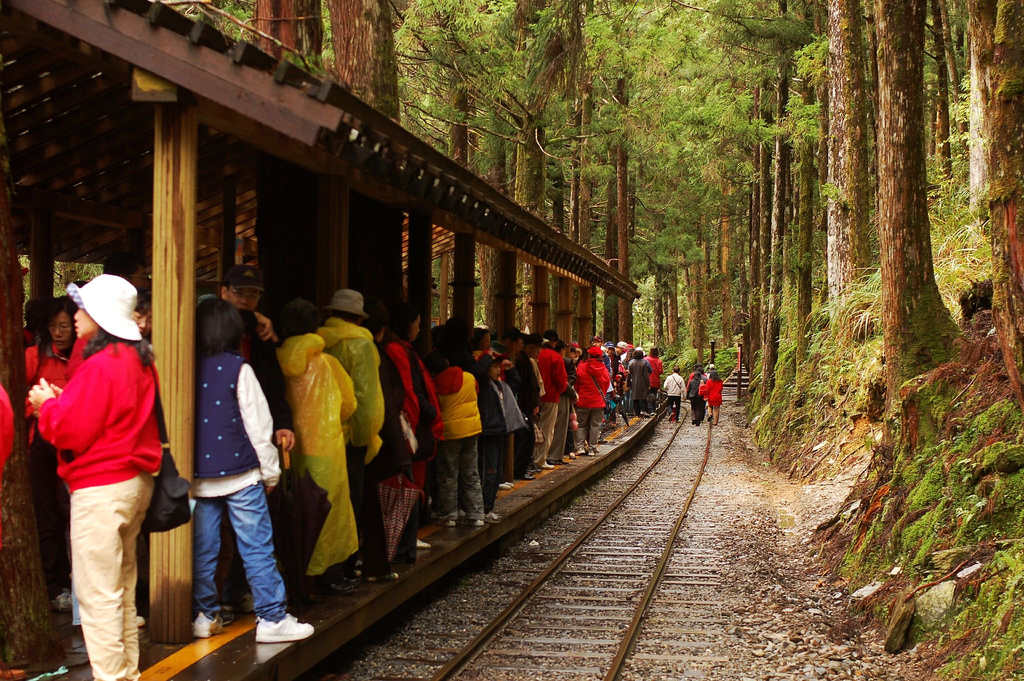
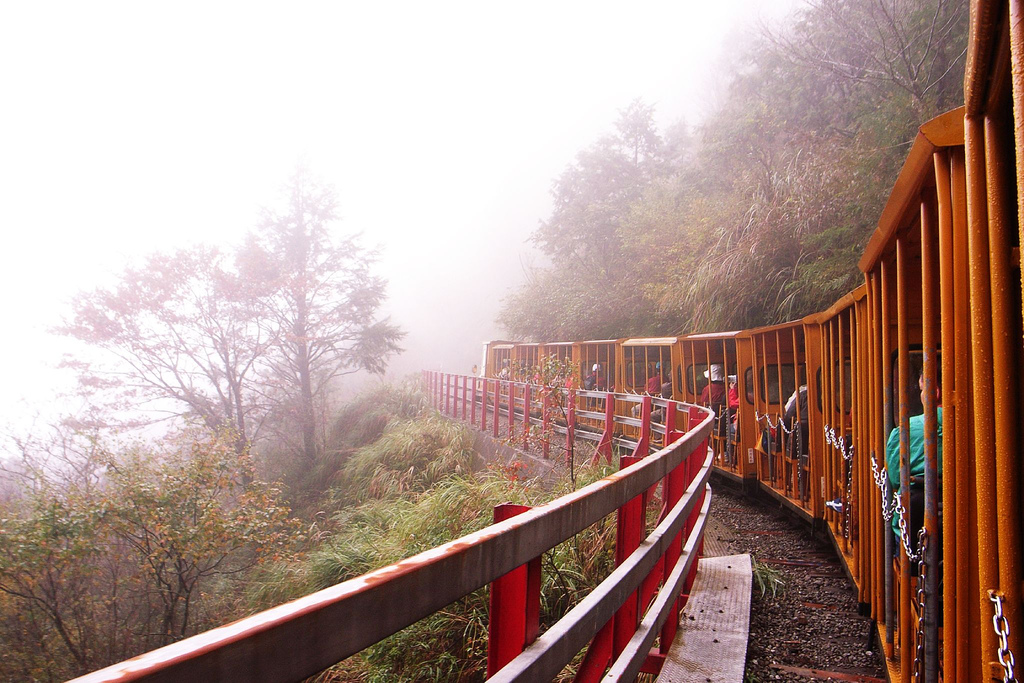
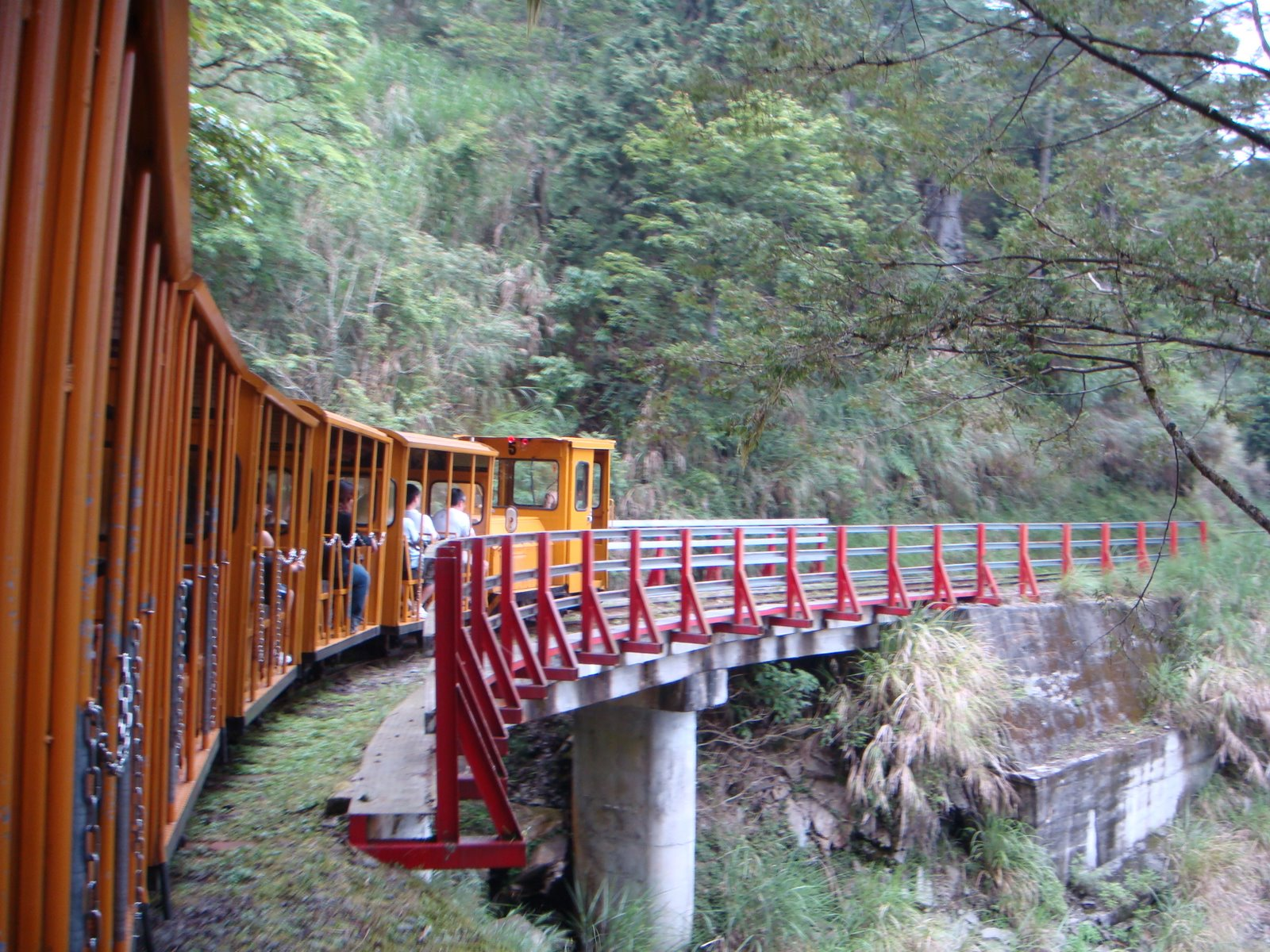
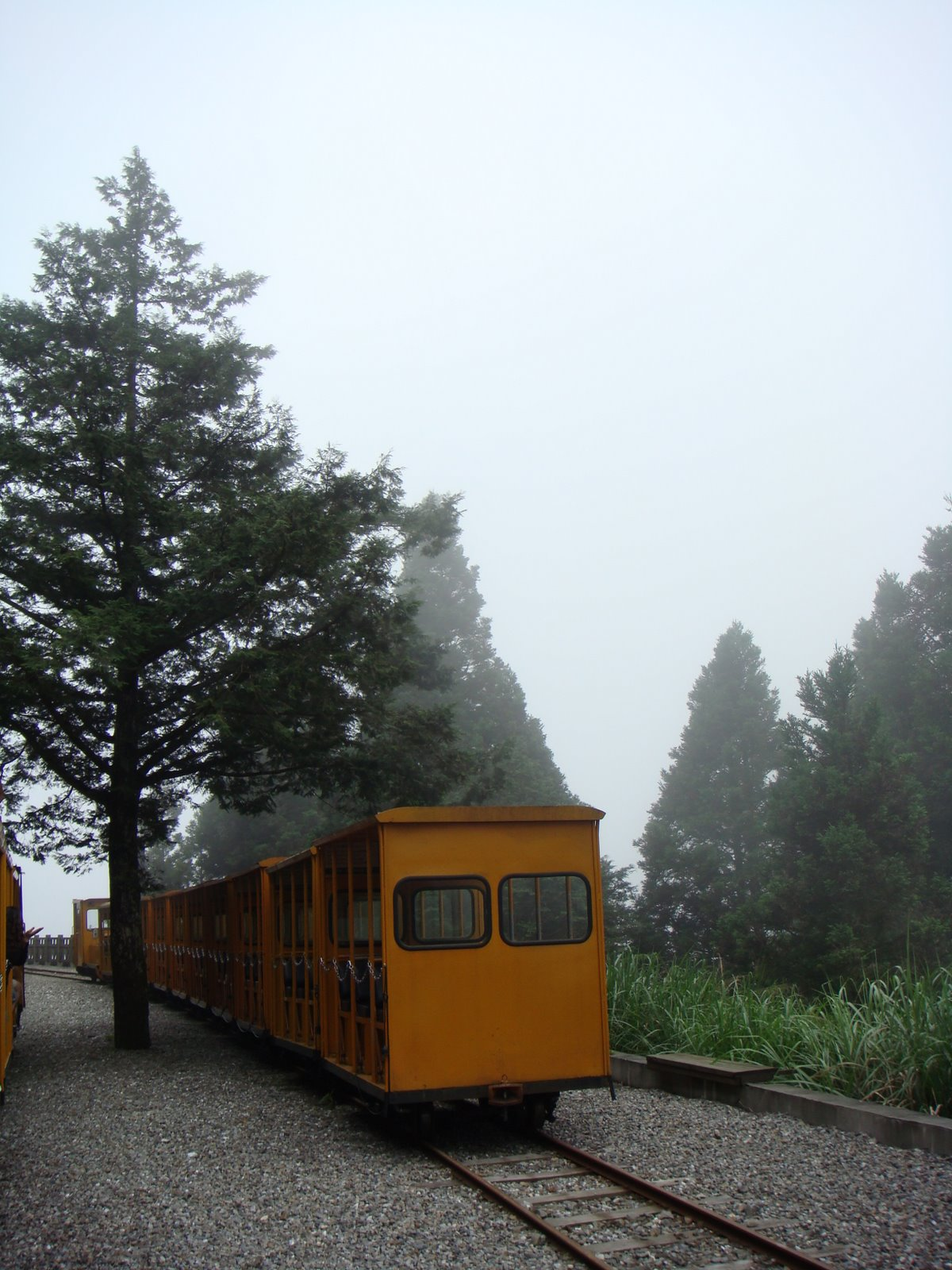
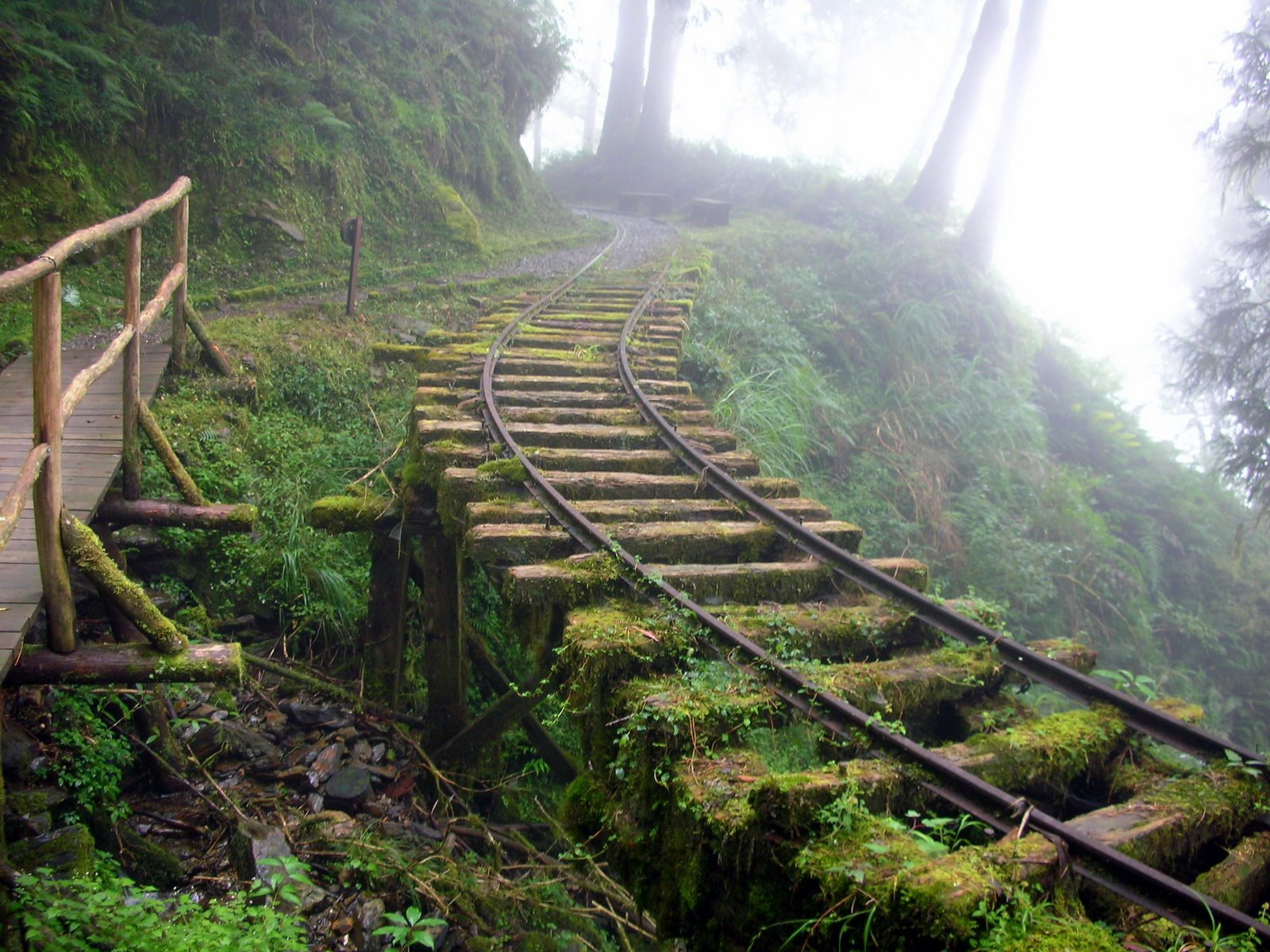
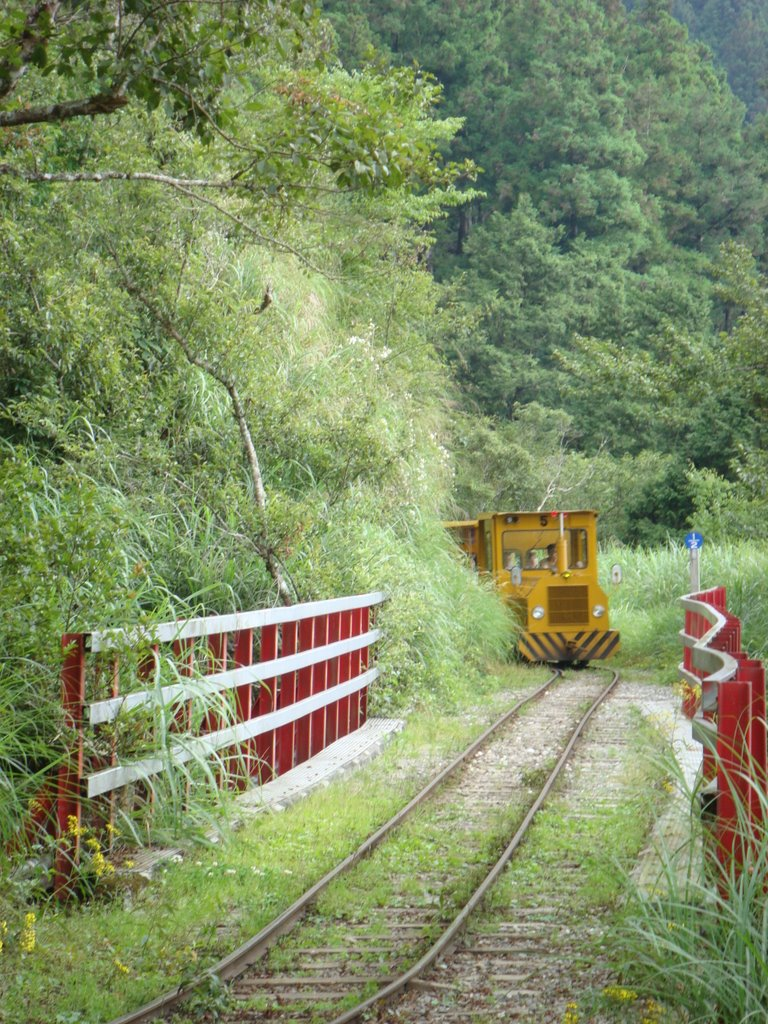

## 起源

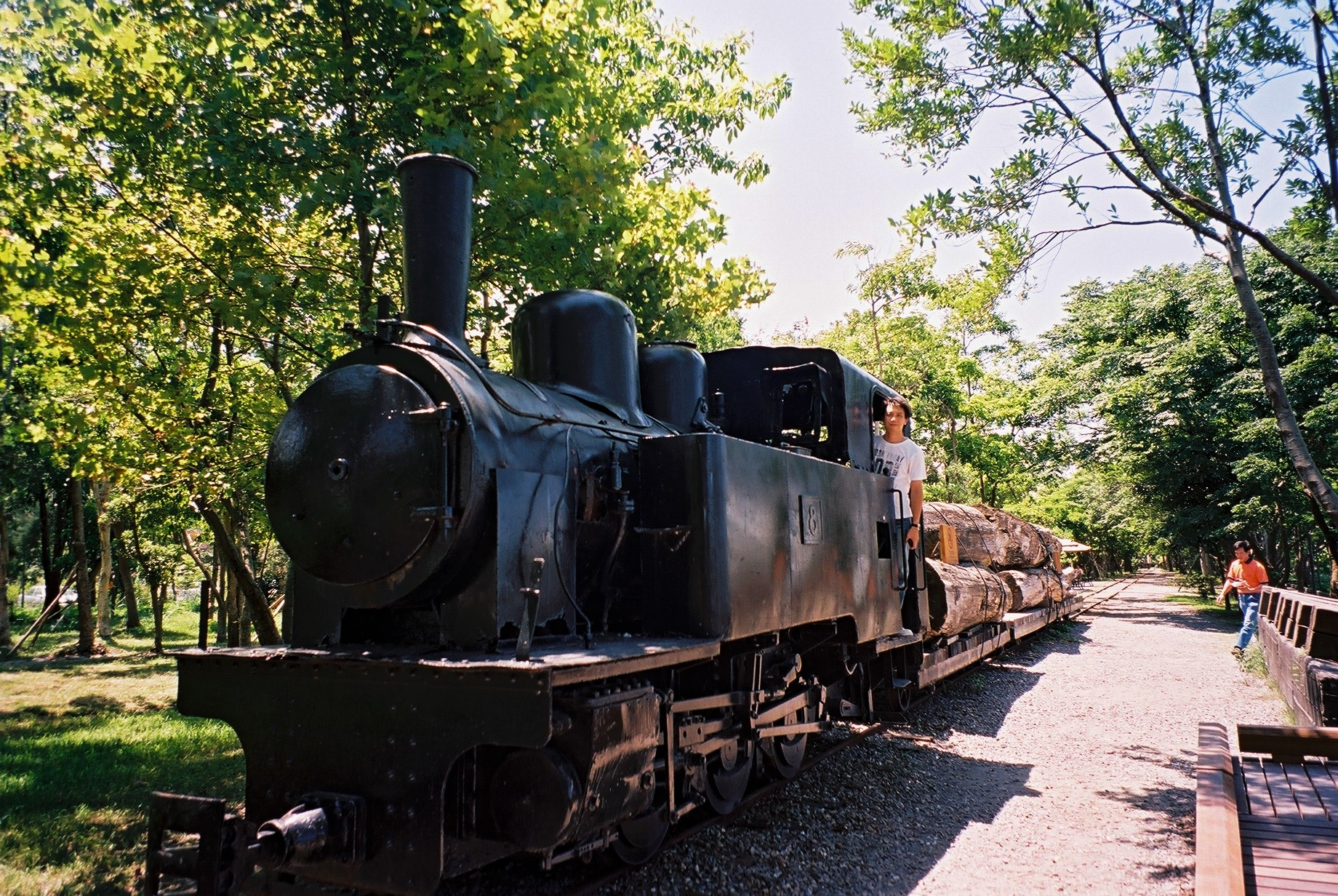
太平山森林鉄路

「新太平山」地区の森林資源開発のために1937年に茂興線が運行を開始、1974年には大元山工作站の所属路線だった晴峰線も管轄となった。

### 新太平山
現在の太平山国家森林遊楽区は南湖大山山系と三星山山系から構成され、一般的には「太平山林場」と呼ばれる。1935年（昭和10年）に仁沢索道、白嶺索道、白糸索道が完工、1937年（昭和12年）以降徐々に旧太平山から生産の中心が移行し、茂興線が木材搬出を開始した。その後見晴線、三星線などの支線も開通している。

### 晴峰線
晴峰線は元々翠峰湖地区の木材を搬出するために林務局羅東林区管理処の「大元山工作站」が管理していた。工作站所属の「大元山運材軌道」が別方向から羅東へ通じていたため、本来は太平山林鉄を経由する必要はなかった。大元山の鉄道路線の維持補修は優しいものではなく、工作站の産出量は減少傾向だった。
1958年に晴峰運材鉄路の敷設が始まり、翠峰湖以北の部分（晴峰線あるいは路尾線）も1966年に敷設を始めた。 1973年、翠峰湖地区の運材鉄路晴峰線と太平山林鉄三星線が中興崗（路尾）で接続した。2つの事業者路線が繋がると大元山工作站は1974年に廃止され、翠峰湖地区の木材も晴峰線と三星線経由で搬出されるようになった。

## 路線概要

### 林業生産時期
太平山森林鉄路は次のように大別されていた。

#### 太平山分場/工作站
- 羅東森林鉄路の土場駅からの登山鉄道、登山索道を経て太平山分岐点までの本線
- 太平山分岐点からの3支線（見晴線、茂興線、三星線）：見晴線は早期に廃止された。三星線は大元工作站管轄の晴峰線と接続していた[5]。

#### 大元山分場/工作站
望洋山から西方面に羅東までのルートを持っていた。大元山工作站が閉鎖されると全路線が太平山工作站の管轄に編入された。。

### 林業生産終了後

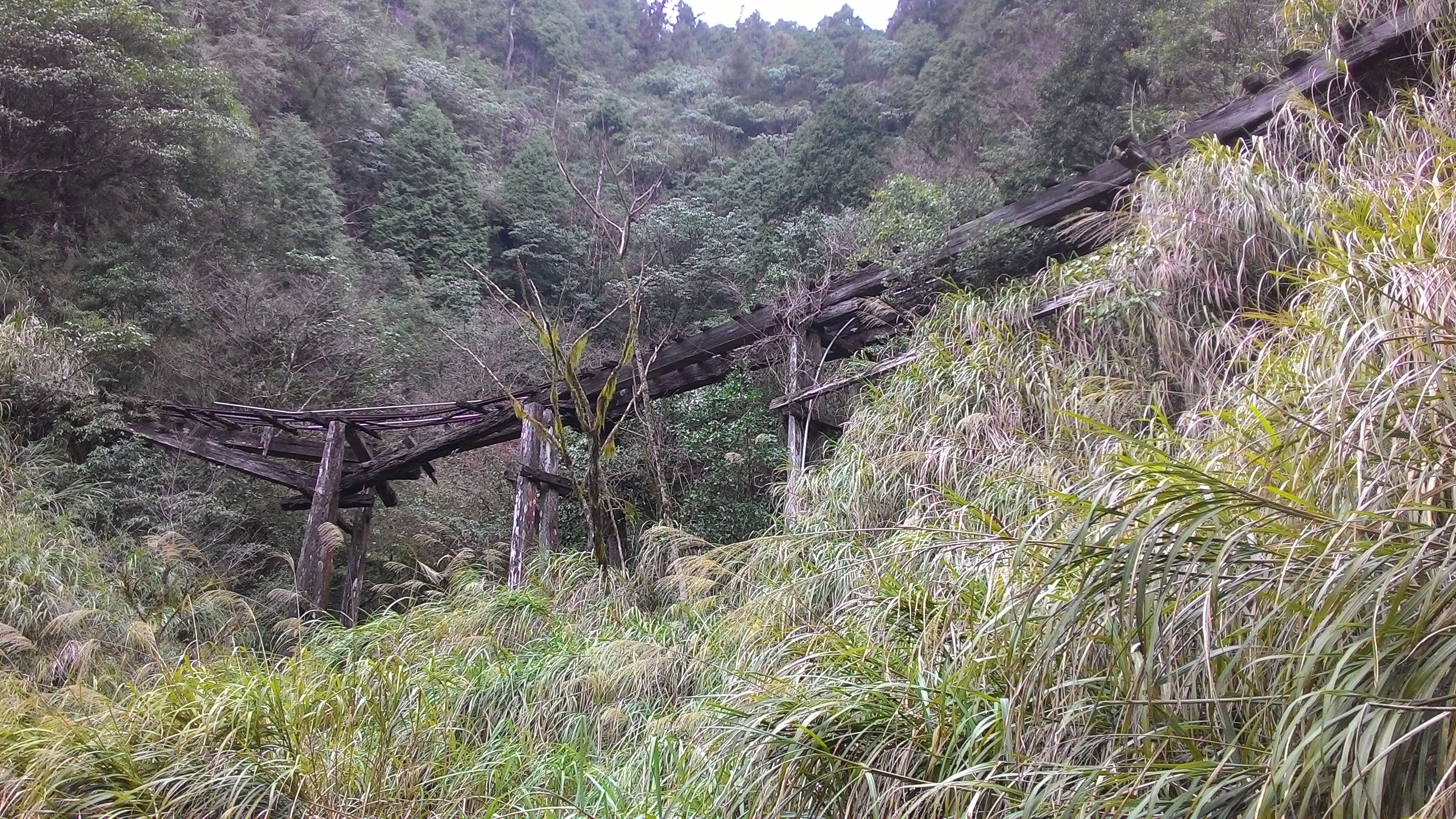
雑草に覆われた茂興線。

1982年に太平山林場は正式に生産を停止した。鉄道施設も同時に廃止され、歳月が流れても現存しているものもあるが、80年代末には特色的な空中索道は大部分が撤去された。現在太平山管制站の便所付近に雑草に覆われた茂興線の痕跡が確認できる。便所前の一筋の線路は現在の蹦蹦車（ポンポン列車）の車庫へ延びている。2007年、台風レキマーの襲来でこの区間は被害を受けた。

#### 見晴線
「見晴自然歩道」に転換され、
入口は宜専1線22.3km地点にある。

#### 茂興線
茂興線は1991年に再工事が開始され繃繃車（トロッコ列車）に転換された。トロッコ列車の終点（北緯24度28分40.0秒 東経121度31分34.7秒 / 北緯24.477778度 東経121.526306度）から先も回復工事がなされ「茂興懐古歩道」となった。
この区間は2012年7月から台風の影響で運休していたが、2018年5月ごろの運行再開を目指して復旧工事が進んでおり、2018年9月から再開した。

#### 三星線・晴峰線
翠峰林道へ転換され、太平山荘と翠峰湖を結んでいる。林道は当初狭窄だったが数度の拡幅工事で道幅が2.8-3.5mに改善された。毎年30万人が湖を訪れている。
晴峰線の軌道の痕跡は翠峰湖畔で確認できる。一部は後に翠峰湖環湖歩道を構成し、途中リフレッシュされた軌道や台車などの施設を見ることができる。大元山工作站所属路線だった埤ㄚ線は山毛櫸国家歩道へと転換された。途中には昔日使用されていた給水管やトロッコ列車への給水バルブをみることができる，並可見少量殘存路軌及轉轍器。

## 鉄道路線、索道一覧
以下の資料は全て専用線である。

### 旧太平山
旧太平山は早期に開発が終了したため資料が多くない。

### 新太平山
軌道設備
| 線名     | 区間                | 距離   | 最大勾配 | 最小半径 単位：m | 橋梁数（総延長） | トンネル数（総延長） | 機関車両数 |
| 仁澤線   | 土場 - 仁澤         | 4.53km | 3%       | 15               | 63（1665m）      | 2（62m）             | 3          |
| 蘭台線   | 中間 - 蘭台         | 3.92km | 2%       | 15               | 62（1635m）      | 1（47m）             | 3          |
| 白糸線   | 白嶺-白糸           | 3.20km | 2.5%     | 15               | 16（480m）       | 0（0m）              | 3          |
| 太平山線 | 上平-太平山         | 1.60km | 2.5%     | 15               | 16（480m）       | 0（0m）              | 4          |
| 三星線   | 太平山分岐点 - 路尾 | 15.3km | 2.5%     | 15               | 16（480m）       | 0（0m）              | 4          |
| 茂興線   | 太平山分岐点 - 終点 | 20.9km | 2.5%     | ?                | 42               | 0（0m）              | 3          |
| 見晴線   | 分岐点 - 終点       | 5.60km | 2%       | 15               | 62（1635m）      | 0（0m）              | ?          |

このほか独立山線、南峰前線、南峰後線、三星支線、茂興支線などがあった。
索道設備
| 索道名 | 区間        | 斜面距離 単位：m | 水平距離 単位：m | 仰角   | 高低差 単位：m | 建設年代 |
| 仁澤   | 仁澤 - 中間 | 950              | 845              | 22.0度 | 356            | 1935年   |
| 白嶺   | 蘭臺 - 白嶺 | 1107             | 988              | 25.0度 | 468            | 1935年   |
| 白糸   | 白糸 - 上平 | 946              | 837              | 26.5度 | 424            | 1935年   |

### 大元山
軌道設備
| 線名              | 区間                                    | 距離   | 最大斜度 | 最小半径 単位：m | 橋梁数（総延長） | トンネル数（総延長） | 機関車両数 |
| 大元山線/四公里線 | 鞍部索道（大元索道）著点 - 翠峰索道著点 | 7.86km | 6.3%     | 20               | 88（570m）       | 1                    |            |
| 翠峰線            | 翠峰索道著発点 - 望洋山腰               | 9.0km  | 2.5%     |                  | 97（570m）       | 0                    |            |
| 晴峰線            | 晴峰索道著点 - 中興崗                   | 5.1km  | 2.0%     |                  | 25               | 0                    |            |
| 埤ㄚ線            | 埤ㄚ索道著点                            |        |          |                  |                  |                      |            |

索道設備
| 索道名      | 区間                                | 斜面距離 単位：m | 水平距離 単位：m | 仰角 | 高低差 単位：m |
| 古魯/大元   | 古魯 - 中間                         | 737              | 657              |      | 343            |
| 鞍部/暗霧   | 中間 - 索道著點                     | 467              | 420              |      | 210            |
| 翠峰/七號坑 | 索道著點（大元） - 索道著點（翠峰） | 767              | 701              |      | 343            |
| 晴峰        | 索道著點（翠峰） - 索道著點（晴峰） | 878              | 757              |      | 333            |
| 埤ㄚ/翠峰湖 | 翠峰湖 - 索道著點                   |                  |                  |      |                |

## 参考資料
- 《太平山開發史》林清池/著ISBN 9579910502
- 《台灣鐵道傳奇》洪致文/著ISBN 9571305081